# Oryzias songkhramensis
Espèce
Statut de conservation UICN

 DD  : Données insuffisantes
Oryzias songkhramensis est une espèce de poissons d'eau douce de la famille des Adrianichthyidae.

## Répartition
Ce poisson se rencontre dans le centre du Laos et dans le Nord-Est de la Thaïlande,.

## Description
Oryzias songkhramensis peut mesurer jusqu'à 19 mm, queue non comprise.

## Classification
Le nom valide complet (avec auteur) de ce taxon est Oryzias songkhramensis Magtoon, 2010,.

### Étymologie
Son épithète spécifique, composée de songkhram et du suffixe latin -ensis, « qui vit dans, qui habite », lui a été donnée en référence à sa localité type, la Songkhram (en), une rivière de Thaïlande qui se jette dans le Mékong. 

### Publication originale
- (en) Wichian Magtoon, « Oryzias songkhramensis, A New Species of Ricefish (Beloniformes; Adrianichthyidae) from Northeast Thailand and Central Laos », Tropical Natural History, Chulalongkorn University Museum of Natural History (d), vol. 10, no 1,‎ avril 2010, p. 107-129 (ISSN 2586-9892, lire en ligne).